# Tambaagung Ares
Tambaagung Ares is een bestuurslaag in het regentschap Sumenep van de provincie Oost-Java, Indonesië. Tambaagung Ares telt 2504 inwoners (volkstelling 2010).